# Multiclavula hastula
Multiclavula hastula é uma espécie de fungo pertencente à família Clavulinaceae.